# Красный Под (Широковский район)
Красный Под (укр. Красний Під) — село,
Розылюксембургский сельский совет,
Широковский район,
Днепропетровская область,
Украина.
Код КОАТУУ — 1225885705. Население по переписи 2001 года составляло 151 человек .

## Географическое положение
Село Красный Под находится на расстоянии в 1,5 км от села Кряжевое и в 2,5 км от сёл Гречаные Поды и Трудолюбовка.
Вокруг села много ирригационных каналов.
Рядом проходит автомобильная дорога Т-0411.